# Реальна та ідеальна ціна
Реальна та ідеальна ціна посилаються на різницю поміж фактичною ціною сплаченою за товари, послуги, активи та працю (гроші що реально було передано з рук у руки) та розрахунковою ціною, що не була фактично запропонована або сплачена, але може бути використана для спрощення торговельних операцій. Різниця виникає поміж значеннями фактично сплачених цін, та інформацією щодо можливої, потенційної або ймовірної ціни, або «середніх» рівнів цін.
Ідеальна ціна виражена у грошових одиницях може бути «оцінена», «теоретично обґрунтована» або «встановлена» для подальшого використання у сфері обліку, маркетингу, торгівлі або ж для потреб розрахункових алгоритмів, наприклад за допомоги розрахунку середніх значень. Хоча зазвичай вказані розрахункові ціни не впливають прямо на торговельні операції із товарами, послугами та активами, вказані ідеальні ціни можуть надавати «цінові сигнали», що мають вплив на поведінку економічних суб'єктів.
Для ілюстрації варто навести приклад роботи статистичних організацій, що збирають, опрацьовують та оприлюднюють інформацію про середньозважені показники цін у цілому по економіці, і дії яких щодо обробки та оприлюднення даних про ціни призводять до реакції учасників економічного життя.